# تاتئوس آقکیان
تاتئوس آرتمی آقکیان (ارمنی: Թադևոս Արտեմի Աղեկյան؛ ۱۲ مهٔ ۱۹۱۳ – ۱۶ ژانویهٔ ۲۰۰۶) یک اخترشناس سرشناس ارمنی‌تبار اهل اتحاد شوروی بود.